# 나무밭쥐속
나무밭쥐속(Arborimus)은 비단털쥐과에 속하는 설치류 속의 하나이다. 북아메리카 서부 지역에서 발견되는 3종을 포함하고 있다. 속명은 라틴어로 "나무쥐"를 의미한다. 숲 지역에서 살며, 2종은 나무에서 서식한다. 작은 설치류로 짧은 귀와 긴 다리를 갖고 있다. 포식자는 올빼미류와 족제비류이다. 일부는 히스밭쥐류와 함께 히스밭쥐속으로 분류한다.

## 하위 종
- 흰발밭쥐 (Arborimus albipes)
- 붉은나무밭쥐 (Arborimus longicaudus)
- 캘리포니아붉은나무쥐 또는 소노마나무밭쥐 (Arborimus pomo)

미토콘드리아 DNA 분석에 의하면, 소노마나무밭쥐와 흰발밭쥐가 붉은나무밭쥐보다 더 근연 관계를 갖고 있다. 이와 같은 사실은 흰발밭쥐를 나무밭쥐속의 가장 기저 종으로 추정했던 이전의 제안과 상반된다.